# Infosys

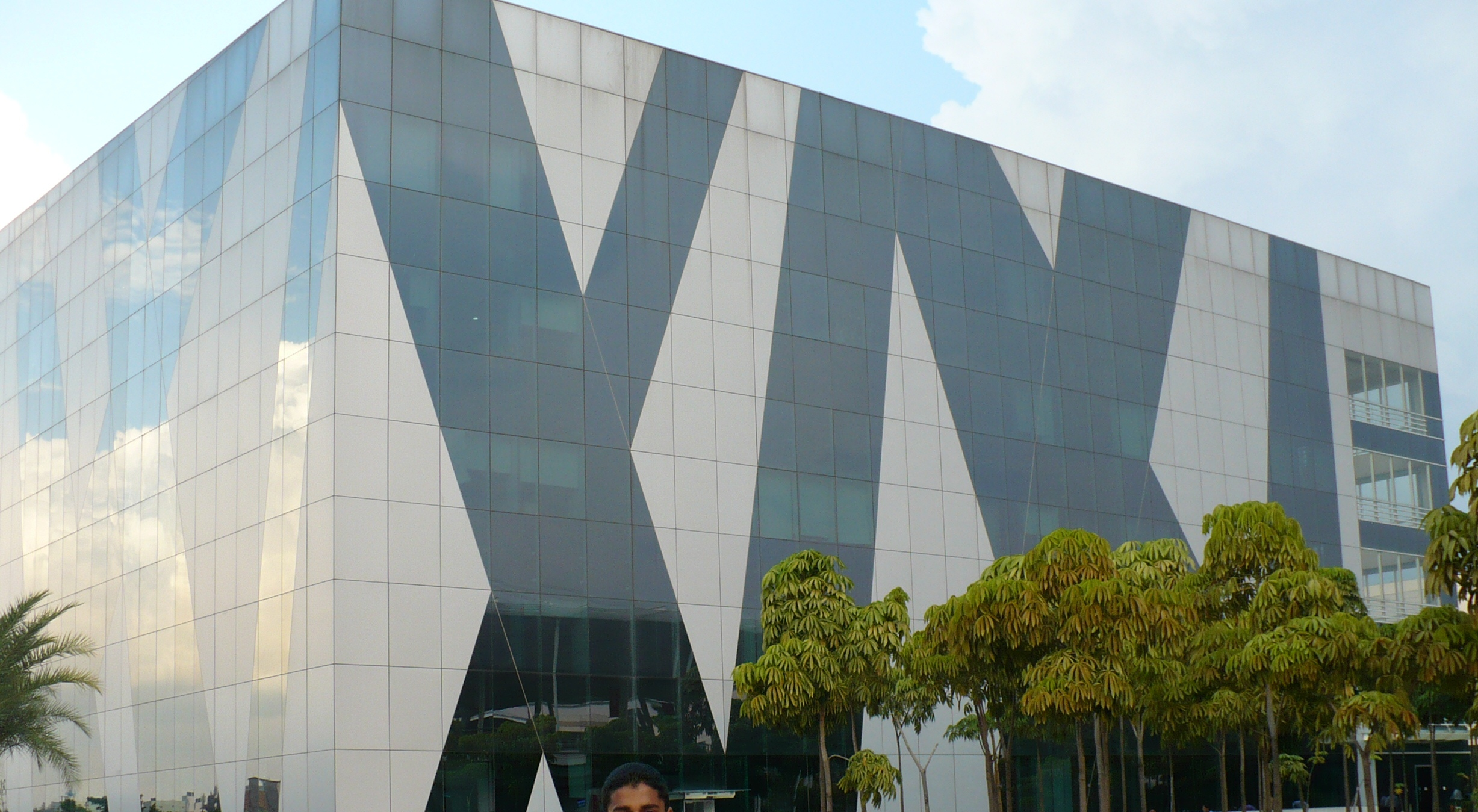

Infosys Ltd. – przedsiębiorstwo z branży IT z siedzibą w Bengaluru, założone w 1981. Jedno z największych indyjskich przedsiębiorstw z kapitalizacją 35 miliardów $, aktywami 12 mld, sprzedażą 10 mld i zyskiem 2 mld oraz ponad 100 tysiącami zatrudnionych.